# How Many More Times
A How Many More Times a Led Zeppelin 1969-es Led Zeppelin című, debütáló albumának kilencedik, egyben utolsó dala. Szerzője a zenekar mind a négy tagja volt, de Robert Plant énekes a CBS kiadóhoz tartozó Chrysalis Recordsszal való korábbi szerződéses kötelezettségei révén nem lett feltüntetve. Később az ASCAP már szerepeltette Plant nevét a szám szerzői között. Nyolc és fél perces hosszával a "How Many More Times" a leghosszabb dal az albumon, és nagyrészt minden olyan elemet felvonultat, amely jellemzi az együttes korai stílusát. A basszusbevezetővel nyitó dal leginkább a jellegzetes és zúzós riffjéről vált ismertté, és szerkezetét tekintve több kisebb részből áll, amelyeket egy Boléro-szerű dallam köt össze. A szerzemény improvizatív betétekkel tüzdelt középtáján a bluesra jellemző „kérdés-felelet szerkezet” is megjelenik Jimmy Page gitáros és Plant, valamint Page és a ritmusszekció között egyaránt. A dal elborult, pszichedelikus részeiben Page a Dazed and Confusedhoz hasonlóan hegedűvonóval szólaltatja meg a gitárját, majd a dal utolsó szakaszában visszatérnek a kezdeti, kemény hard rockhoz.
A szám egyes témái hallatán több más blueszenész hatása is nyilvánvaló. Némely részlete emlékeztet Jeff Beck 1966-ban felvett Beck’s Bolero dalára, melyen Jimmy Page és Jones is játszott. A főriff Albert King The Hunter című dalából eredeztethető, de a számban fellelhetőek Howlin’ Wolf How Many More Years című szerzeményének egyes részletei is. Plant dalszövege egyaránt tartalmaz kölcsönvett sorokat ebből a két számból.

## Története
A felvételei 1968 októberében a londoni Olympic Studiosban zajlottak az első album rögzítése során. Egyes elemei már a Page-dzsel felálló Yardbirds fellépésein is hallhatóak voltak, és a lemezre került végleges változat viszonylag hosszú időt vett igénybe. Egy interjúban, amelyet Page 1993-ban adott a Guitar World magazinnak kijelentette, hogy a dal kicsi darabokból állt össze, amelyeknek alapjait csakúgy, mint más számok, például a "Dazed and Confused" esetében is, még a Yardbirds időkben fejlesztett ki. A "Rosie" és "Hunter" című dalok egyes komponensei is belekerültek a felvételbe, amelyeket a rögzítés során spontán módon szőttek bele saját ötleteikbe. A The Huntert Albert King blueszenész 1967-ben vette lemezre a Booker T. & the M.G.'s zenekarral együtt, ezáltal az eredeti szerzői Carl Wells, és a Booker T. & the M.G.'s tagjai (Steve Cropper, Donald "Duck" Dunn, Al Jackson, és Booker T. Jones). A "How Many More Times" 3:11-nél hallható részletében pedig a The Jeff Beck Group Beck’s Bolero című számában hallható boleró-alapritmust játsszák, amit Page korábban már a Yardbirs-szel is játszott, a Howlin’ Wolf féle Smokestack Lightnin feldolgozás részeként. A dalcím és Plant egyes sorai a Hunter és Howlin’ Wolf 1951-es How Many More Years dalából idéz sorokat, továbbá hivatkozik olyan más blues zenészek dalaira, akiket az énekes a felvétel idején csodált. A zenekarnál bevett gyakorlat volt, hogy nem jelölték ezeket a zenészeket, ezáltal saját dalként vagy ritkább esetben ismeretlen szerző műveként jelentek meg. 1995 óta a Led Zeppelin albumainak új kiadásain a How Many More Timest a Led Zeppelin eredeti dala és a The Hunter egyvelegeként tüntetik fel.
Az első album más dalaihoz hasonlóan Robert Plantet ismeretlen szerződésbeli okok miatt itt sem jelölték szerzőként, ám a dal szerkezetének kialakítására kétségtelenül nagy hatása volt. Már előző zenekarával, a Hobbstweedle-lel is rendszeresen játszott vagy feldolgozott régi bluesdalokat. Az „I got another child on the way, that makes eleven” (Még egy gyerekem fog születni, így lesz tizenegy) sor Carmen nevű lányára utal, aki a felvételek után egy hónappal, 1968. november 21-én született.
A dal John Paul Jones bevezető basszusfutamával veszi kezdetét, majd hamarosan belép Page is, így uniszólóban játszva a szám jellegzetes, hipnotikusan ringatozó riffjét. A továbbiakban a szerzemény szakaszról szakaszra folyamatos változásokon megy keresztül, kontrasztosan és izgalmasan felépítve a szám szerkezetét. Page kellő teret biztosít magának ahhoz, hogy a dalt szokatlan módon szerkessze meg, tempóváltásokon és eltérő dinamikai szinteken vezesse végig. Több olyan hangszeres átvezetést is tartalmaz, amelyben a gitár dominál, viszont nincsenek túlzásba véve a virtuozitást erőltető szólózások, és a dal minden szakaszában erőteljes tud maradni. Page magabiztosan formálja a zenét, megmutatva zenei látókörének szélességét. A szerzemény kontrasztos változatosságát részben a különböző effektek, (mint a wah-wah pedál, Tone Bender torzító) és a stúdió keverőpultja segítségével érte el. Azonban nem csak Page, hanem a belassulós és improvizatív hatású betéteknél, a többi zenész is lehetőséget kap a szereplésre. A 3:39 percnél kezdődő borult és pszichedelikus betét gazdag zeneiséggel és borzongató atmoszférával idézi meg a vágyakozás hangjait. Itt Page – a Dazed and Confusedhoz, az In the Lighthoz és az In the Eveninghez hasonlóan – a Yardbirdsben kifejlesztett csellóvonós gitártechnikáját alkalmazza. Érdekesség, hogy a dal végén a hang felváltva hallható a jobb és bal csatornában. Bár a borítón a dal hosszát 3 perc 30 másodpercnek adták meg, valójában 8 perc 28 másodperc hosszú. Az elírás szándékos volt, mert így akarták elérni, hogy a rádiók lejátsszák a dalt. Page tudta, hogy a rádióban sosem adnának le egy nyolc percnél is hosszabb dalt, ezért döntött a dal hosszának „elírása” mellett.
Keith Shadwick a Led Zeppelin The Story of a band and their music, 1968-1980 című könyvében pozitívan írt a számról. Írása szerint egy szokatlan és izgalmas darabról van szó, egy komoly és valóban ütős heavy rock kompozícióról, amely sok tekintetben megelőzte a korát. Egyik előremutató elemként említi, hogy Page kiemelkedő jellegzetességévé alakítja a gitárját, akinek a játékát izgalmas hallgatni. Hozzáfűzte, hogy kortársai közül csak Jeff Beck és Jimi Hendrix volt az, akik hozzá hasonlóan el tudták kerülni a blues alapú "fel-le futkározást". Ralph Hulett a  Whole Lotta Led: Our Flight with Led Zeppelin című könyv egyik szerzője szintén dicsérte a tételt, és így írt róla: „Plant hangja Page gitárjával emelkedett és zuhant. A különös nyöszörgések olyanok voltak, mintha a gitár elektromosságából fejlődtek volna ki. A hang körüllebegte Page hangjegyeit, mint egy kísértet, amely elfoglalja a lemez barázdáit. Amikor a gitár és a dobok elérték a crescendójukat a dal csúcspontján, tudtam, hogy ez olyan első hallgatás volt, amelyet soha nem fogok elfelejteni.“ Megjelenésekor azonban, az albumhoz hasonlóan elmarasztaló megjegyzéseket is kapott. A Rolling Stone kortárs áttekintésében John Mendelsohn az album legkifejezőbb és az anyagot leginkább jellemző tételként írt róla, amelyben elismeri Page és Bonham teljesítményét, de Plant énekét, "feszültnek" és "kevésbé meggyőzőnek" nevezte.
A korai koncertek állandó szereplője volt, és általában záródalként játszották. Plant rendszerint a dal elején mutatta be az együttes tagjait, mint ahogy az a Led Zeppelin DVD-n helyet kapott dániai televíziós fellépésen is látható. A fellépéseken dzsemeléssekkel, improvizációkkal, más dalok megidézésével bővítették ki, 1969 végére a dal közepén hallható egyveleg egyre hosszabbá vált. Kiváló példa erre a Led Zeppelin DVD-n látható Royal Albert Hallbeli előadás 1970. január 9-éről. Ebben a 20 perces változatban a „boleró” szekcióban Plant Neil Young Down by the River című dalából énekel egy szakaszt. A The Hunter után John Lee Hooker Boogie Chillenjét kezdik játszani, Plant viszont más dalokból is énekel részleteket. A The Lemon Song után az együttes visszatér a The Hunter záró szakaszához, ahol abbahagyták a dalt. Az egyveleg (Boogie Chillen–feldolgozások–lassú blues–fő téma) később a Whole Lotta Love-ba került át, ahogy az a Led Zeppelin BBC Sessions és a How the West Was Won című albumon is hallható. A dalt 1970-től ritkábban játszották, utoljára az együttes 1975-ös észak-amerikai turnéján adták elő. Ekkor a Dazed and Confused helyett került be a programba, amit Page ujjsérülése miatt kénytelenek voltak ignorálni. Page és Plant a Walking into Clarksdale albumukat népszerűsítő, 1998-as közös turnén újra előadta a dalt.
A Dread Zeppelin 1995-ös No Quarter Pounder című albumán jelentetett meg egy feldolgozást. Az L.A. Guns az 1999-es Shrinking Violet albumán dolgozta fel a számot, a Phish amerikai rockzenekar pedig a Chicago '94 című koncertalbumán. Az egyes Dream Theater tagok projektjének tekinthető Liquid Trio Experiment a When the Keyboard Breaks: Live in Chicago koncertlemezén a Liquid Anthrax tételben idéz a dalból, amelyben az Anthrax tagja Charlie Benante dobol. Az angol Roxy Music együttes 1973-ban megjelent For Your Pleasure című albumának címadó dalának a végén, hosszasan és pontosan megidézi a "How Many More Times"-ban megjelenő Bonham tamjaival ellenpontozott kétakkordos osztinátót. A hasonlóság annak ellenére is nyilvánvaló, hogy Bryan Ferry és Brian Eno elektronikus hangzással hígítja a motívumot.

## Magyar vonatkozású érdekesség
A dal bevezető basszusfutama az MTV A Hét című politikai hírműsorának volt az egyik zenei főcím betétje 1981-ig.

## Közreműködők
- Jimmy Page – gitár
- Robert Plant – ének
- John Paul Jones – basszusgitár
- John Bonham – dobok

## Bibliográfia
- Led Zeppelin: Dazed and Confused: The Stories Behind Every Song, by Chris Welch, ISBN 1-56025-818-7
- The Complete Guide to the Music of Led Zeppelin, by Dave Lewis, ISBN 0-7119-3528-9